# Sudbury Impact Crater
Sudbury Impact Crater är en nedslagskrater i Kanada.  Den är den tredje största kända nedslagskratern på jorden. Den ligger i kommunen Greater Sudbury och provinsen Ontario, i den sydöstra delen av landet, 400 km väster om huvudstaden Ottawa.